# 奧特巴赫河 (因德河支流)
50°49′15.24″N 6°18′45.88″E / 50.8209000°N 6.3127444°E

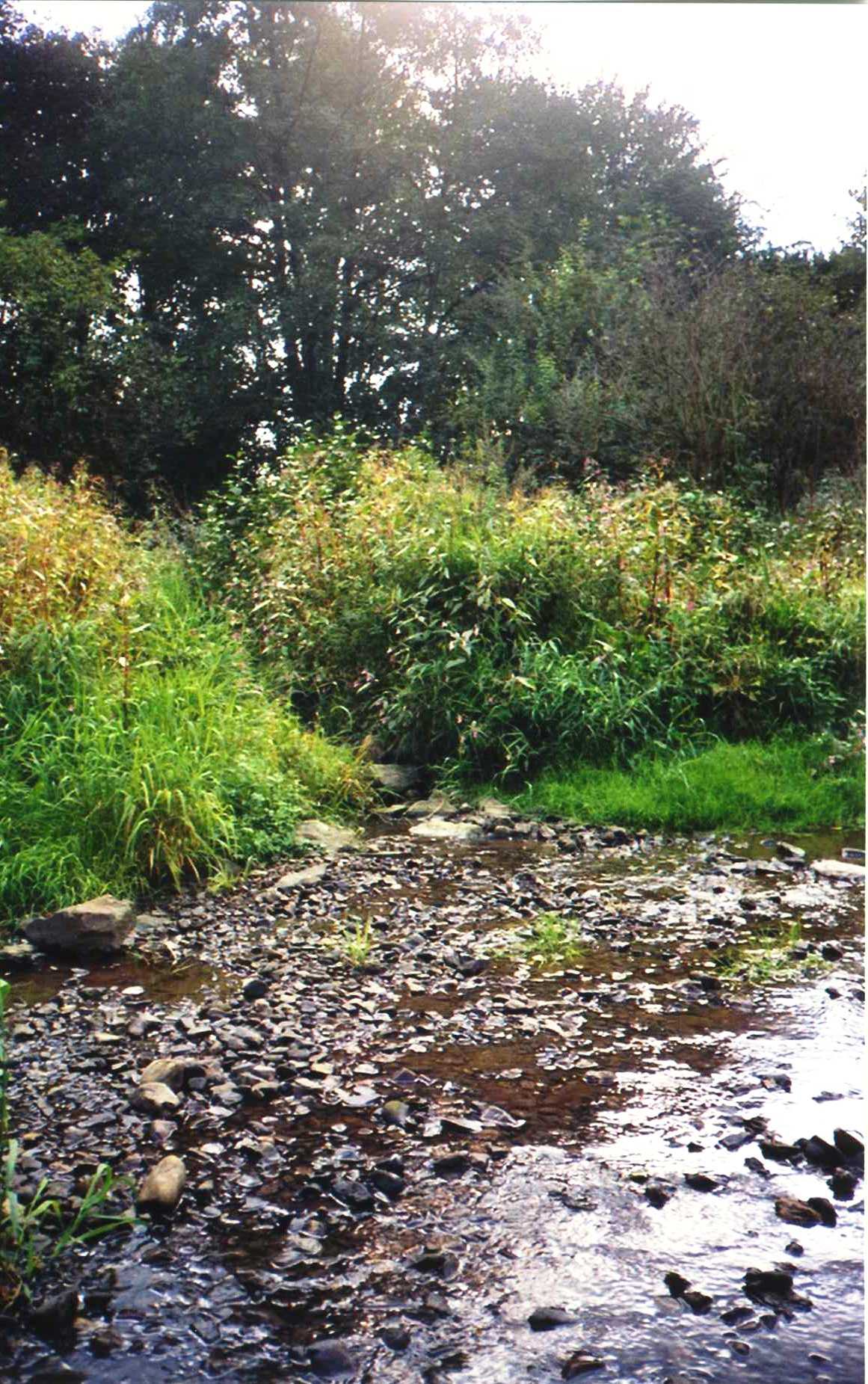

奧特巴赫河（德語：Otterbach），是德國的河流，位於該國西部，處於北萊茵-威斯特法倫州，屬於因德河的右支流，河道全長4.2公里，河口處在埃施韋勒。